# Рока Грималда
Ро̀ка Грима̀лда (на италиански: Rocca Grimalda; на пиемонтски: la Roca Grimàuda, ла Рока Гримауда, на местен диалект: А Рока, a Roca) е село и община в Северна Италия, провинция Алесандрия, регион Пиемонт. Разположено е на 250 m надморска височина. Населението на общината е 1548 души (към 2010 г.).